# Deh Now (ort i Khorasan)
Deh Now (persiska: Kalāteh Deh Now, ده نو) är en ort i Iran.   Den ligger i provinsen Khorasan, i den nordöstra delen av landet, 900 km öster om huvudstaden Teheran. Deh Now ligger 567 meter över havet och antalet invånare är 151.
Terrängen runt Deh Now är platt åt sydväst, men åt nordost är den kuperad. Runt Deh Now är det ganska glesbefolkat, med 26 invånare per kvadratkilometer. Närmaste större samhälle är Şāleḩābād, 14,4 km nordväst om Deh Now. Omgivningarna runt Deh Now är i huvudsak ett öppet busklandskap.